# Anisogammarus kygi
Anisogammarus kygi är en kräftdjursart. Anisogammarus kygi ingår i släktet Anisogammarus och familjen Anisogammaridae. Inga underarter finns listade i Catalogue of Life.